# Cottondale (Florida)
Cottondale város az USA Florida államában, Jackson megyében. Lakosainak száma 848 fő (2020. április 1.).

## Népesség
A település népességének változása:
| Lakosok száma | 869  | 933  | 848  |
|               | 2000 | 2010 | 2020 |